# Jardin
Pour les articles homonymes, voir Jardin (homonymie).
 (mai 2018).
Si vous disposez d'ouvrages ou d'articles de référence ou si vous connaissez des sites web de qualité traitant du thème abordé ici, merci de compléter l'article en donnant les références utiles à sa vérifiabilité et en les liant à la section « Notes et références ».

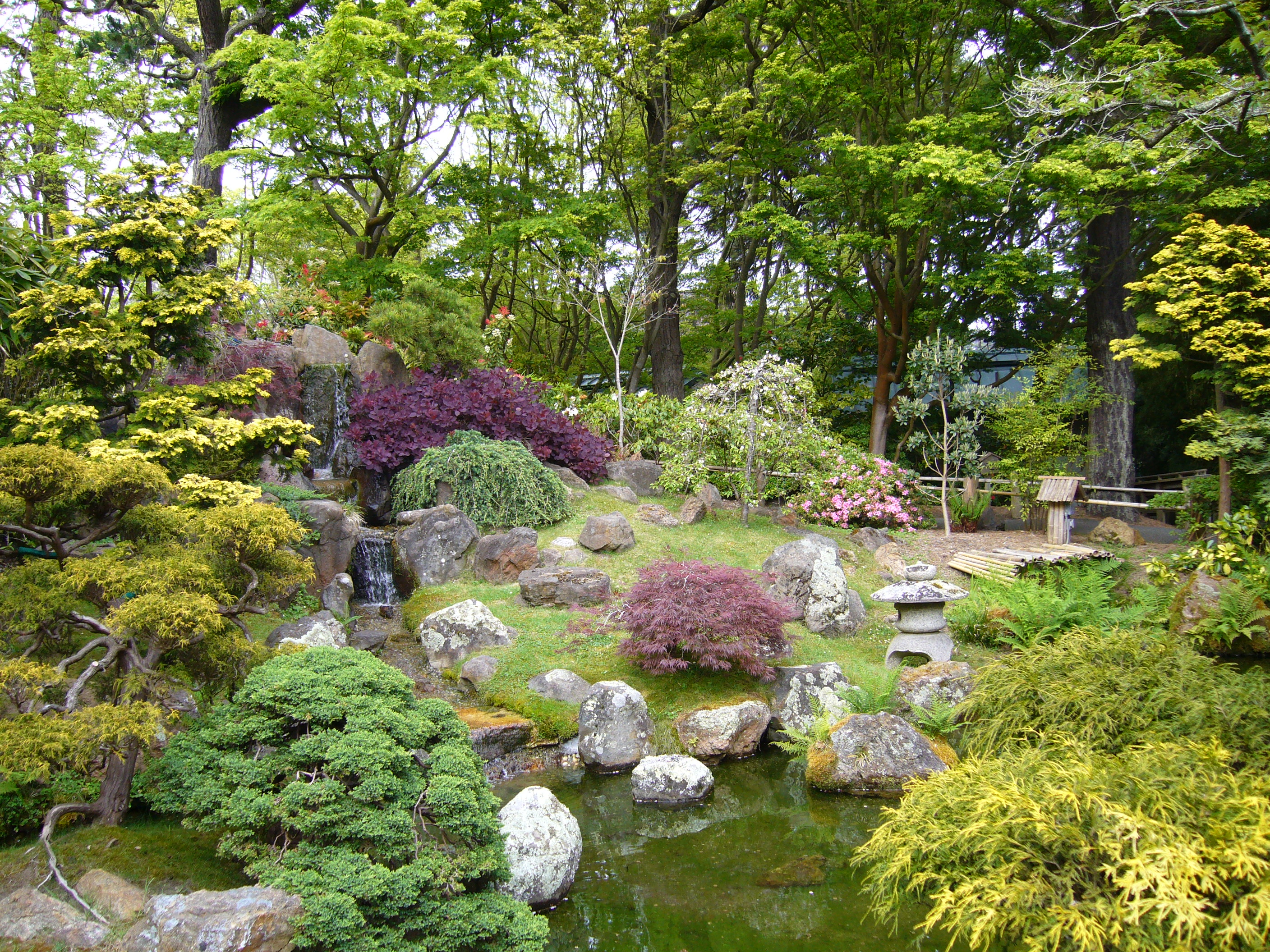
Un jardin japonais.

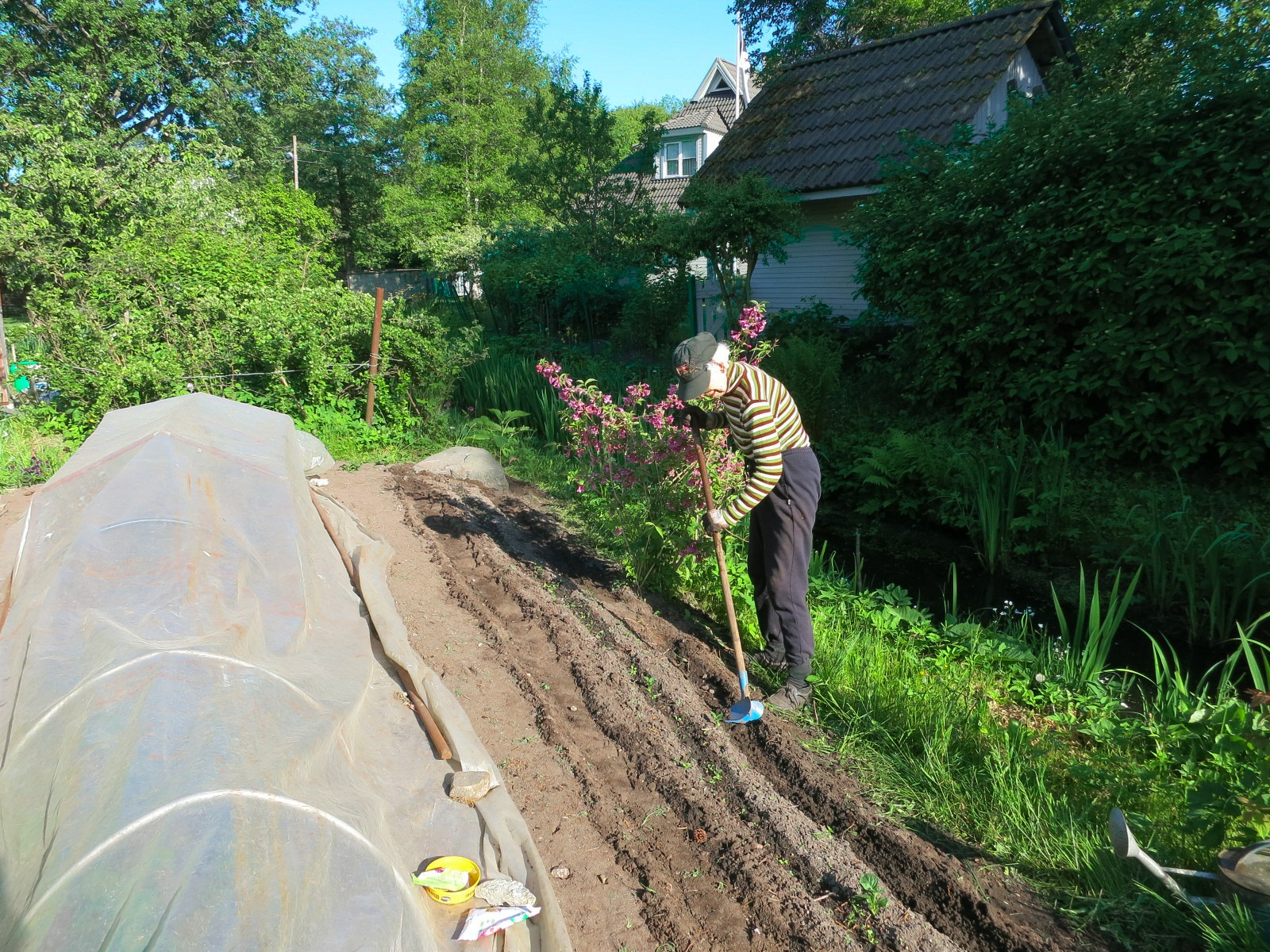
Une femme de 87 ans en train de cultiver son jardin. Comté de Harju, Estonie, juin 2016.

Un jardin est un lieu durablement et hypothétiquement aménagé où l'on cultive de façon ordonnée des plantes domestiquées ou sélectionnées. Il est le produit de la technique du jardinage et, comme elle, il remonte au moins à l'Antiquité. Les différentes cultures humaines dans le monde, au fil des époques, ont inventé de nombreux types et styles de jardins. Lieux d'agrément, de repos, de rêverie solitaire ou partagée, les jardins ont aussi été revêtus dès l'Antiquité d'une valeur symbolique. Ils apparaissent dans les mythologies et les religions, et ils ont été fréquemment évoqués dans les arts.

## Étymologie
Le terme jardin est attesté au XIIe siècle au sens de « terrain, généralement clos, où l'on cultive des végétaux utiles ou d'agrément » (Grand mal fit Adam, éd. H. Suchier, 88). Il remonte à un gallo-roman *hortus gardinus (autrement *HORTU GARDINU, gardinium étant attesté au IXe siècle en latin médiéval), ce qui signifie littéralement « jardin entouré d'une clôture », composé du latin hortus « jardin » et du vieux bas francique *gart ou *gardo « clôture » (d'où l'ancien français jart, gart « jardin » et le russe город, gorot). Le terme vieux bas francique, langue non attestée, est reconstitué d'après le vieux haut allemand gart, garto « jardin », l'ancien néerlandais gaert et le gotique garda. Cette étymologie suggère que le jardin se doit d'être clos pour être protégé de l'extérieur et bien entretenu à l'intérieur.
Le mot s'est diffusé dans les autres langues romanes à partir du français jardin, ainsi qu'en anglais (garden) via le normand gardin, semblable au picard gardin.

## Définition
Au sens actuel un jardin comprend 3 composantes qui sont simultanément présentes :
1. la notion d'aménagement durable de l'espace : dans, proche ou extérieur à l'habitation, clos ou délimité, aménagé d'équipements hydrauliques, d'entretien, d'aides à la végétation comme les pots horticoles, de circulations, de meubles, d'objets d'art, de constructions fonctionnelles ou décoratives. L'aménagement a généralement un caractère pérenne car les jardins sont spécialement destinés à cultiver des plantes vivaces, des arbres, qui sont durablement présents, mais les jardins peuvent aussi être saisonniers dans les pays à saisons marquées, ou fugaces.
2. la notion de culture des végétaux signifie que les végétaux ont pour le moins été sélectionnés intentionnellement, naturalisés, ou plus communément sont des plantes qui ont subi une domestication, l'objet de nombreux jardins est l'étude, la conservation ou la production de végétaux ou de sous produits végétaux. Ces végétaux peuvent être des fleurs, des légumes, des arbres fruitiers ou d’ornement, des plantes médicinales ou utilitaires. Le terme jardin est également accepté pour un espace clos constituant un décor entièrement minéral typique du jardin japonais, où la notion de culture des végétaux est repoussée à l'environnement.
3. la notion d'ordonnance qui signifie qu'un jardin est toujours organisé. Philippe Descola, observant les Indiens Achuar, définit le jardin comme une « anti-forêt », exhibant la « maîtrise dans la destruction du naturel »[2].

Les jardins sont attestés dans toutes les zones de domestication des plantes où ils sont des lieux plus sophistiqués que les champs ou les prés. La question du lien entre jardin et sédentarisation est complexe, il existe des formes rudimentaires de jardins chez les nomades... alors de nombreux sédentaires ne jardinent pas et bétonnent leur jardinets. La règle esthétique quasi unique des jardins de climat méditerranéen était, depuis les origines, l'alignement. Elle est restée inchangée jusqu'au XIXe siècle dans les jardins perses. La règle des jardins chinois est l'évocation. L'ordonnance des vergers et potagers en planches ou carrés est justifiée par les besoins d'entretien, sanitaire et de production.
Une friche n'est pas un jardin, même si elle est un ancien jardin à l'abandon. La notion de jardin suppose un minimum d'attention, y compris pour ce qu'il est convenu d'appeler jardin sauvage ou naturel qui sont des jardins où on laisse pousser des plantes spontanées.

## Fonctions

### Production

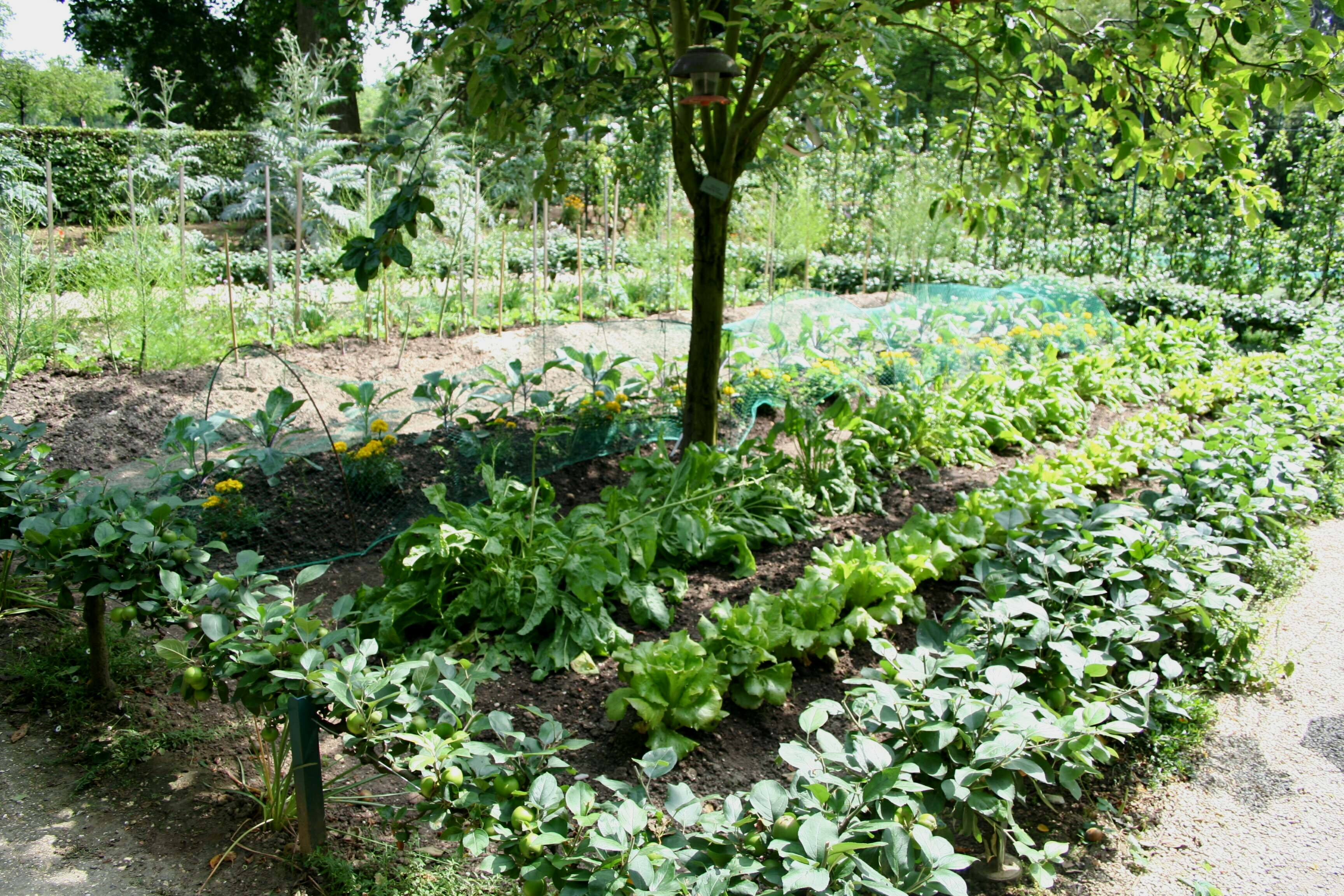
Potager de Bagatelle.

Lorsque les jardins sont utilisés pour produire de légumes ou de fruits, on parle alors de « jardin potager » ou « verger ». Dès la révolution néolithique proche orientale, les jardiniers cultivent également des plantes parfumées, condimentaires, médicinales, tinctoriales, utilitaires. Le mot jardin est utilisé pour les champs de théiers.

### Conservation, recherche, enseignement

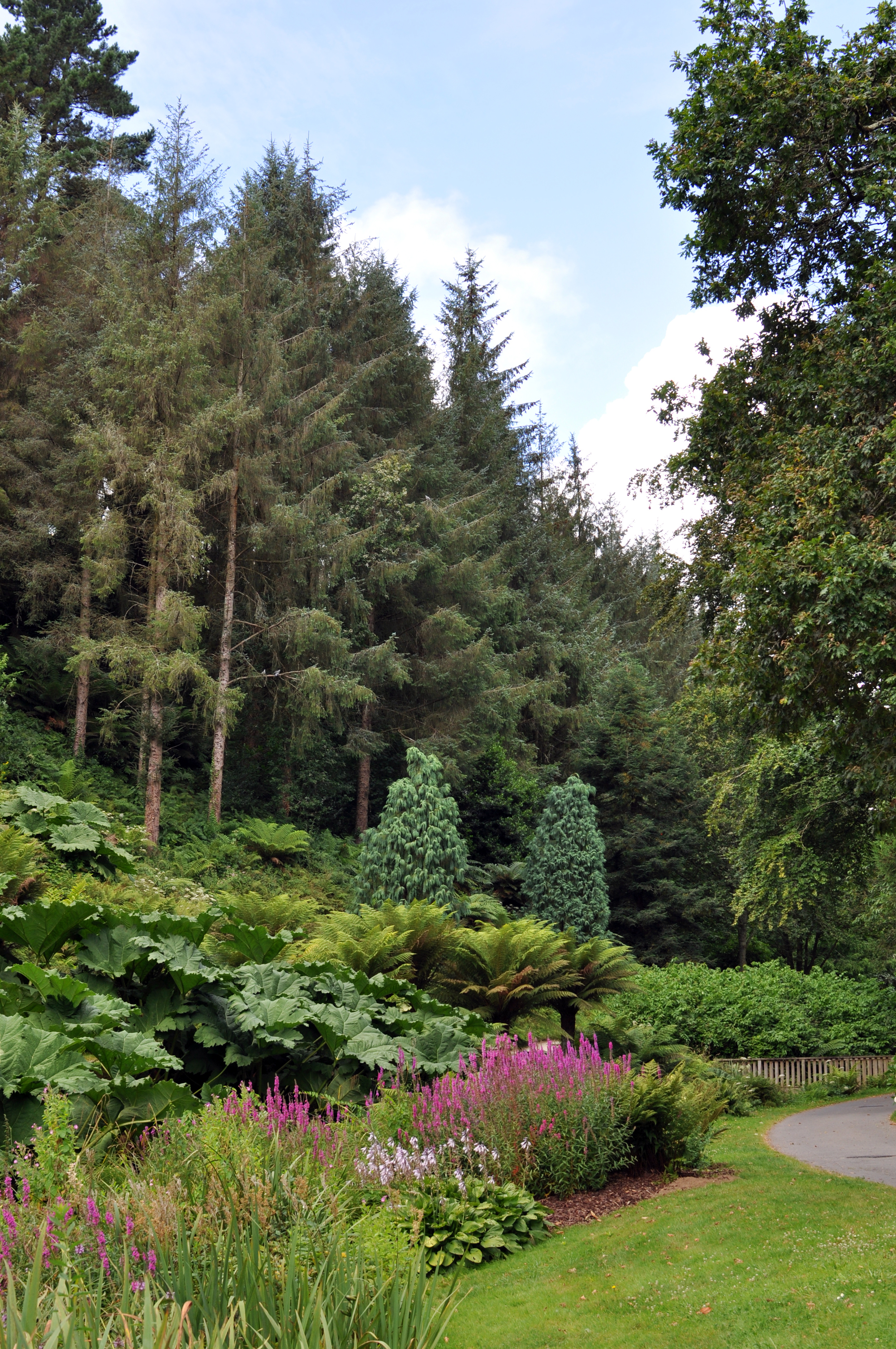
Conservatoire botanique national de Brest.

Ces fonctions concernent notamment le jardin d'acclimatation ou de jardin botanique réunissant des collections de plantes à des fins scientifiques. Les premières collections de plantes importées dateraient de l'Égypte antique ; la plupart des capitales européennes créent entre le XVIe et le XIXe siècle leurs jardins botaniques, dont l'intérêt est lié à l'exploration du globe (accélération de la globalisation), à la révolution scientifique du XVIe siècle, et à la révolution économique du XVIIIe siècle.

### Décoration, spectacle, délassement, santé
Le « jardin d'agrément » et le jardin public, revêtent ces fonctions. L'opposition « jardin d'agrément » et jardin « utilitaire » est moderne : depuis l'origine des jardins, l'essentiel de l'agrément d'être dans un jardin était les plaisirs des sens, les parfums, récolter et manger de bons fruits, s'asseoir dans une ombre reposante, écouter les oiseaux et les bruits des feuillages... Par un lent processus qui commence en Europe sous la Renaissance (invention de l'imprimerie, vue perspective de jardins, invention des aciers pour les outils de coupe, déplacement des jardins vers le nord de l'Europe), le terme « agrément » prend souvent un sens purement visuel et le jardin devient un projet pictural. Dans ce cas, faire un jardin privatif est reproduire une image de jardin, comprenant devant la maison un « jardin pour être vu» et derrière la maison un « jardin privé avec terrasse » et éventuellement une serre chaude (dans les pays à hiver froid) et souvent un gazon ornemental ou d'agrément. L'anthropologue anglais Jack Goody a décrit et analysé la place occupée par la culture des fleurs au sein de nombreuses sociétés ou communautés, le plus souvent dans des parcs et des jardins.
On parle de parc et non plus de jardin quand il s'agit d'un jardin étendu et clos.

### Sociabilité, réputation, prestige
Les jardins ont leurs propres phénomènes de mode et leurs propres codes ; un lien identitaire fort noue le jardin et son propriétaire. Le jardin peut être appréhendé, selon le lieu et l'époque, comme une vitrine du statut social ou de la personnalité de son propriétaire. Ainsi, les grands jardins royaux en France, en Espagne témoignent de la remarquable maîtrise de l’homme sur la nature et offrent de la sorte une image rassurante de l’ordre que le souverain est censé garantir à ses sujets. Les jardins de Versailles sont à la fois expression et représentation du pouvoir absolu de Louis XIV.

## Position du jardin par rapport à l'habitation
Les jardins peuvent occuper plusieurs situations par rapport aux habitations :
- dans l'habitation, il s'agit d'un jardin d'intérieur (véranda ou jardin d’hiver) ;
- attenant à l'habitation, il devient un lieu d’habitation non couvert typique du climat méditerranéen depuis les premiers villages sédentaires du croissant fertile : cour intérieure (impluvium, péristyle de l'Antiquité) ;
- accessible depuis l'habitation : potagers et vergers urbains et suburbains . Nous pouvons inclure ici  le Jardin de balcon, de plus en plus populaires dans les grandes citées urbaines.
- attenant à un palais, un château, un bâtiment officiel, une ancienne usine, un musée, le jardin perdra sa fonction de production pour devenir un décor comme le jardin à l'italienne des villas toscanes, puis les grands jardins de l'époque classique qui sont conçus comme une mise en scène théâtrale ou picturales (« jardins anglo-chinois ») ;
- regroupés, dans le cas des jardins collectifs et familiaux (autrefois appelés « jardins ouvriers ») ou communautaires dans le cas des «jardins partagés» généralement gérés par une association.

## Art des jardins à travers le monde
Plusieurs styles de jardins existent, depuis l'Antiquité.
Le jardin persan et les jardins moyen-orientaux remontent à la plus haute Antiquité, aux premiers jardins humains, terrassés, géométriquement ordonnés autour d'un bassin : les jardins suspendus de Babylone ont façonné l'imaginaire méditerranéen antique.
En Europe, on distingue plusieurs styles de jardins. Le jardin espagnol ou hispano-mauresque, sensuel et parfumé, en est la continuation pendant le Moyen Âge sous l'impulsion des agronomes andalous. Le jardin maniériste, le jardin symbolique, le jardin toscan, s'enrichissent à la Renaissance de statues, grottes, labyrinthes, lourdement chargés de références antiques ou alchimiques. Le jardin à la française  inspiré des jardins de l'Italie du nord ; André Le Nôtre, jardinier du roi de France et de Navarre Louis XIV, lui donne une dimension monumentale et le normalise. Le jardin à l'italienne, caractérisé notamment par des rocailles et des bassins, les jardins de la Riviera.
Le jardin à l'anglaise,ou « anglo-chinois » : ses courbes, creux et bosses, fabriques et ruines théâtrales, imitation de la nature sauvage, désordres apparents et sa variété végétale sont une réaction au formalisme du jardin classique à la française. Il ne s'agit que d'une rupture apparente, le jardin romantique est un spectacle visuel au même titre que les jardins classiques.
En Asie, on retrouve principalement le jardin chinois est un micro univers, un monde en miniature. Le jardin japonais exprime une esthétique savante de la perfection combinée au respect de la nature.

Galerie de photos permettant de voir la diversité des styles de jardin
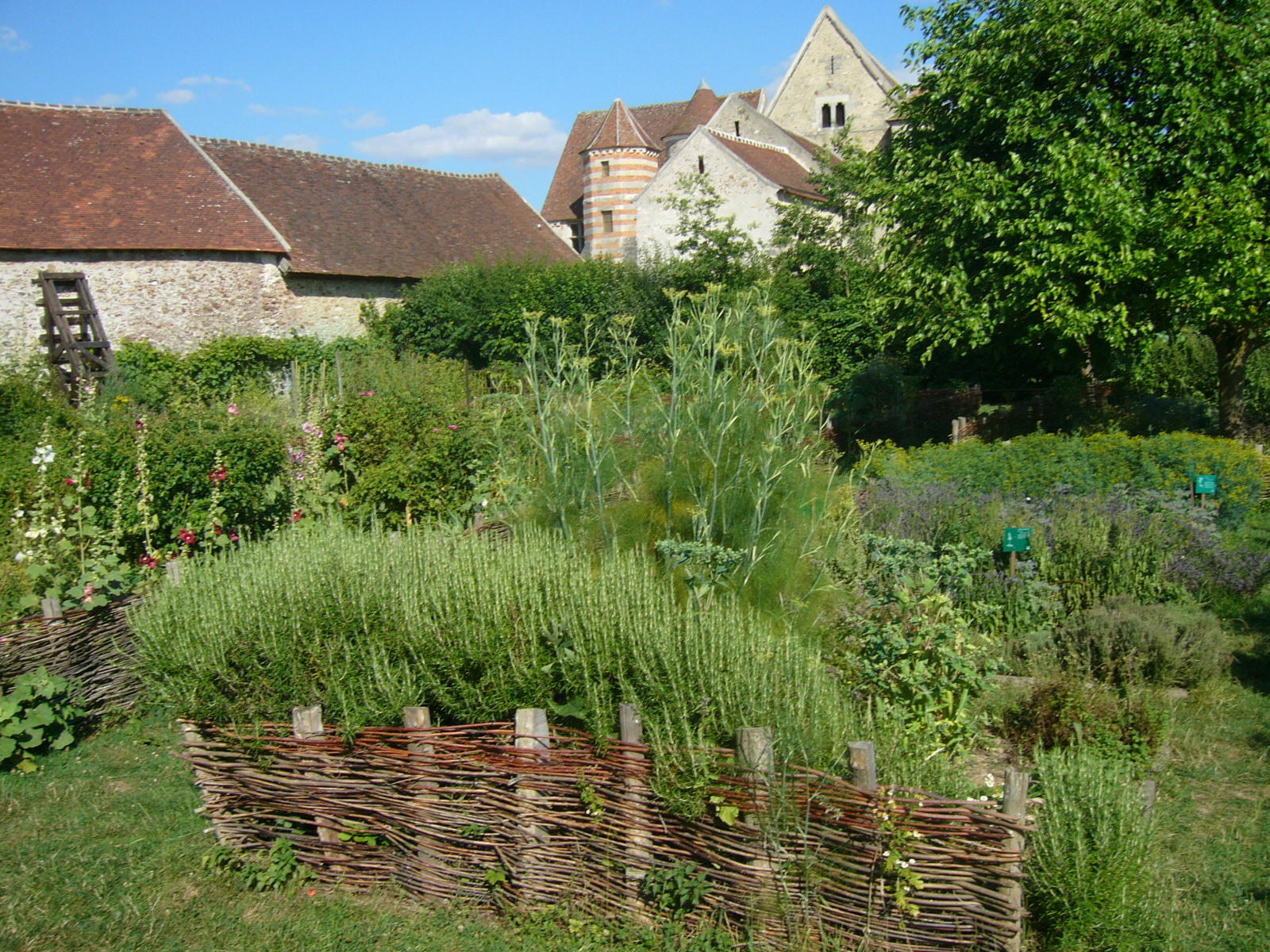
Jardin médiéval.
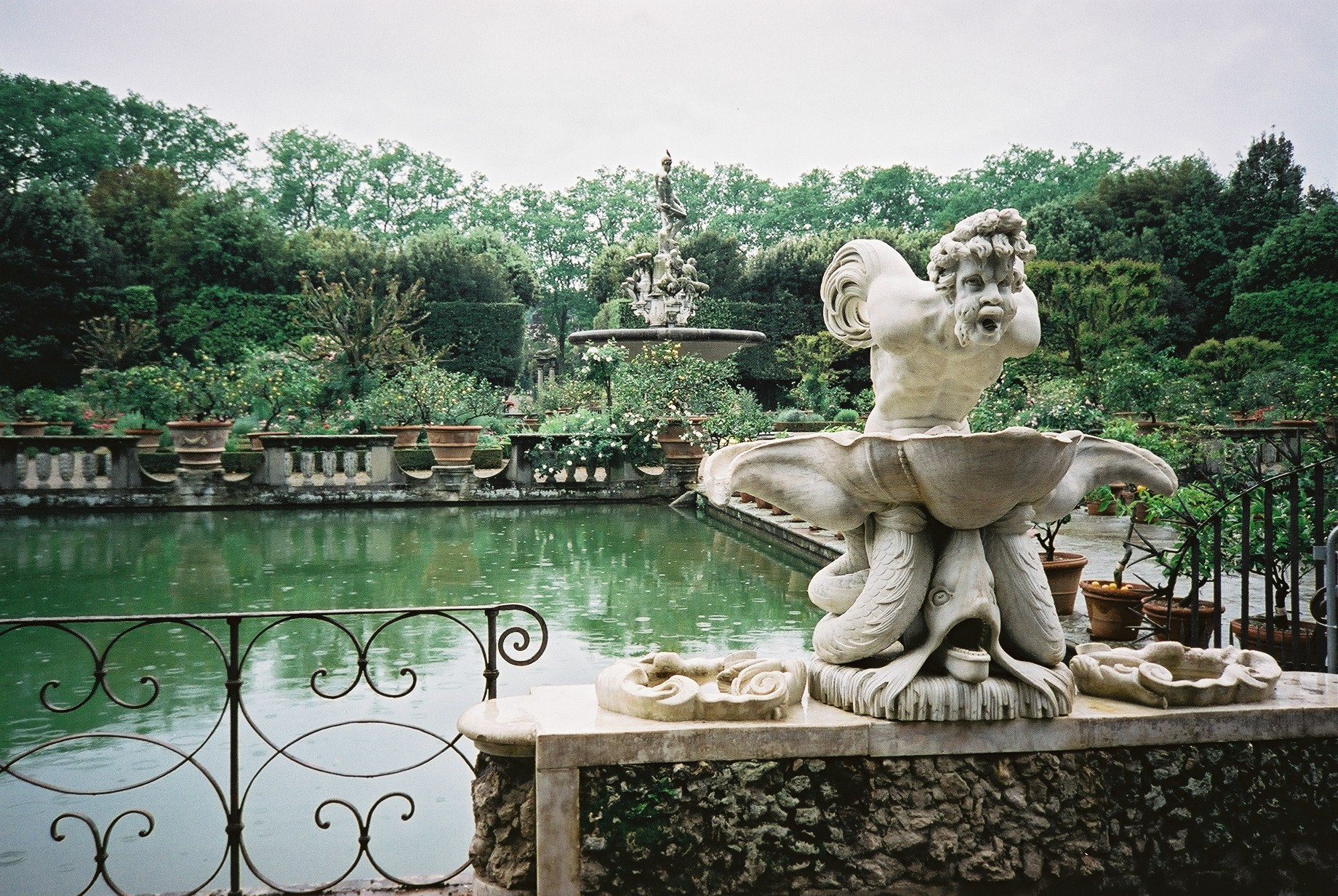
Jardin à l'italienne.
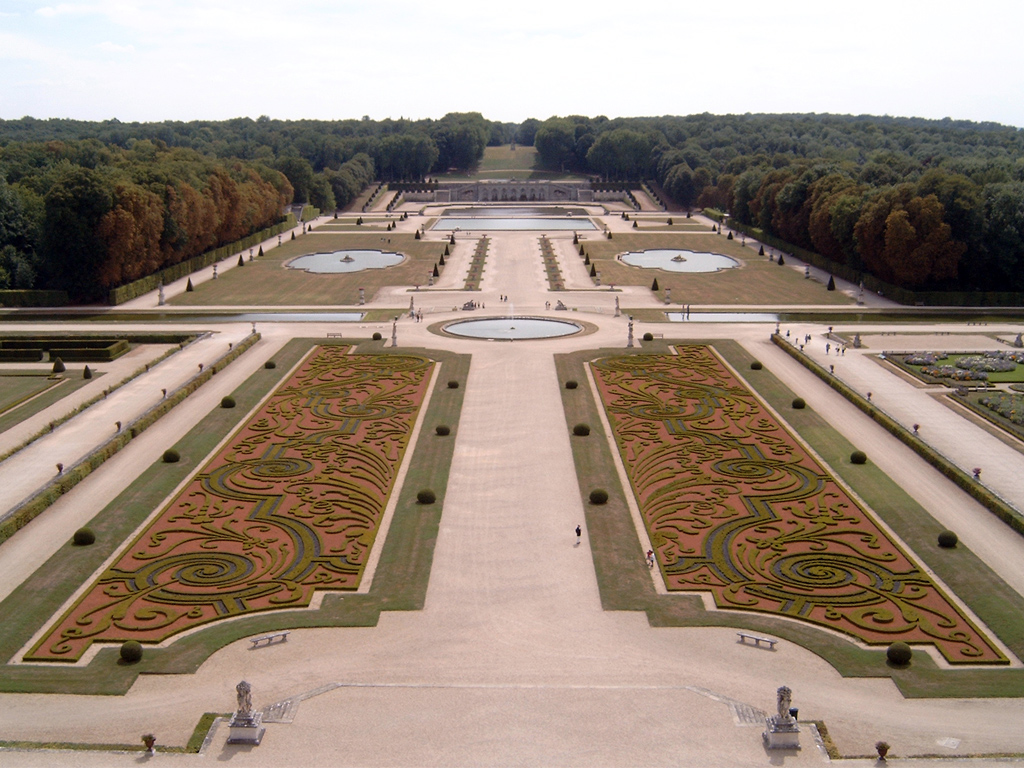
Jardin à la française.
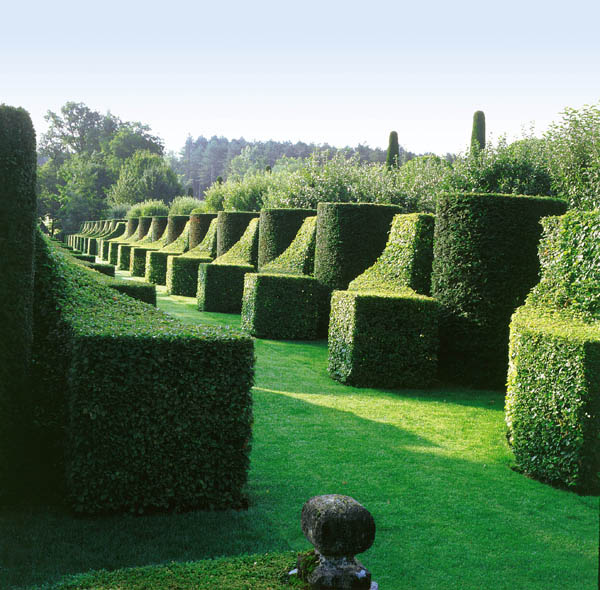
Jardins du manoir d'Eyrignac, Jardin à la française.
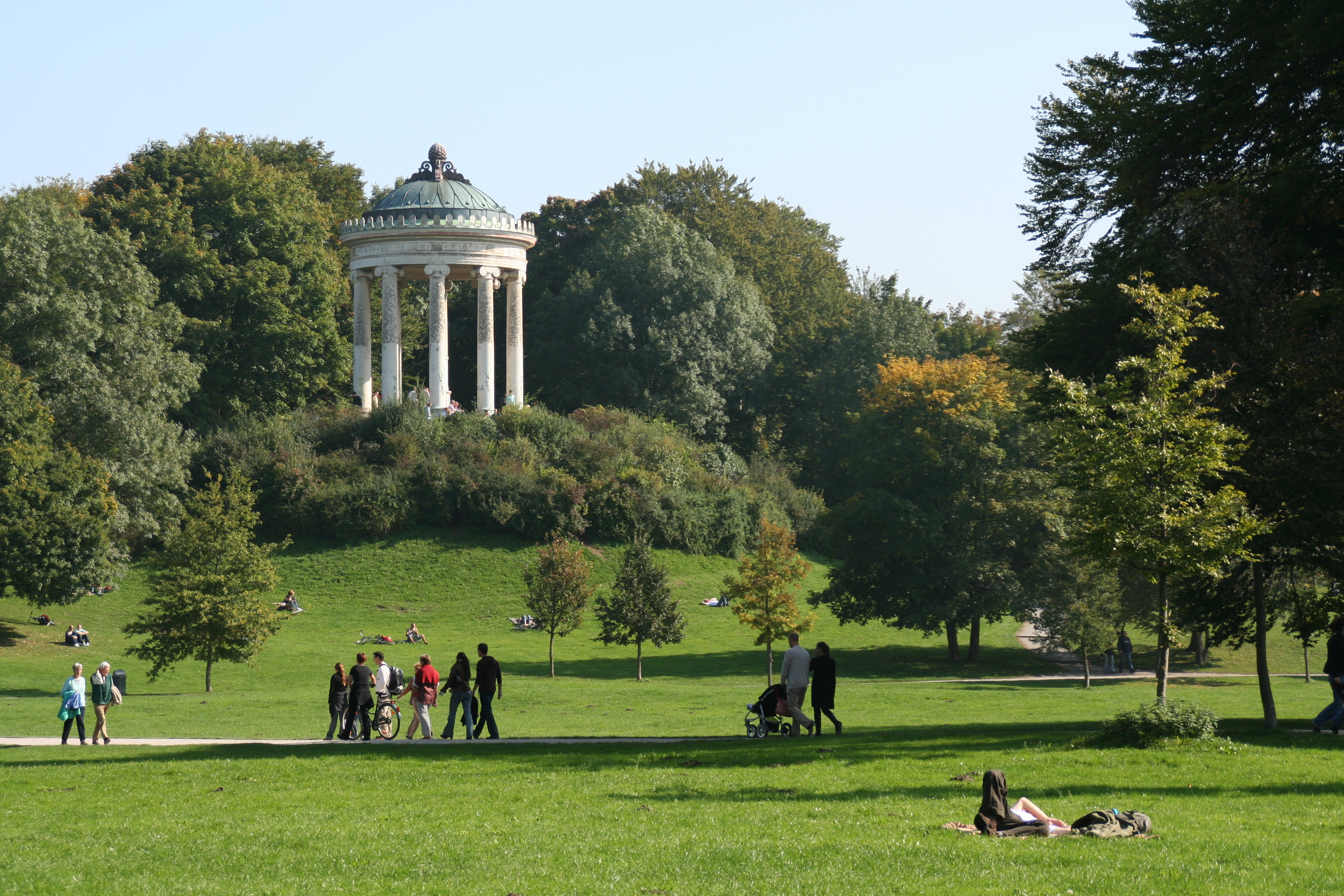
Jardin à l'anglaise.
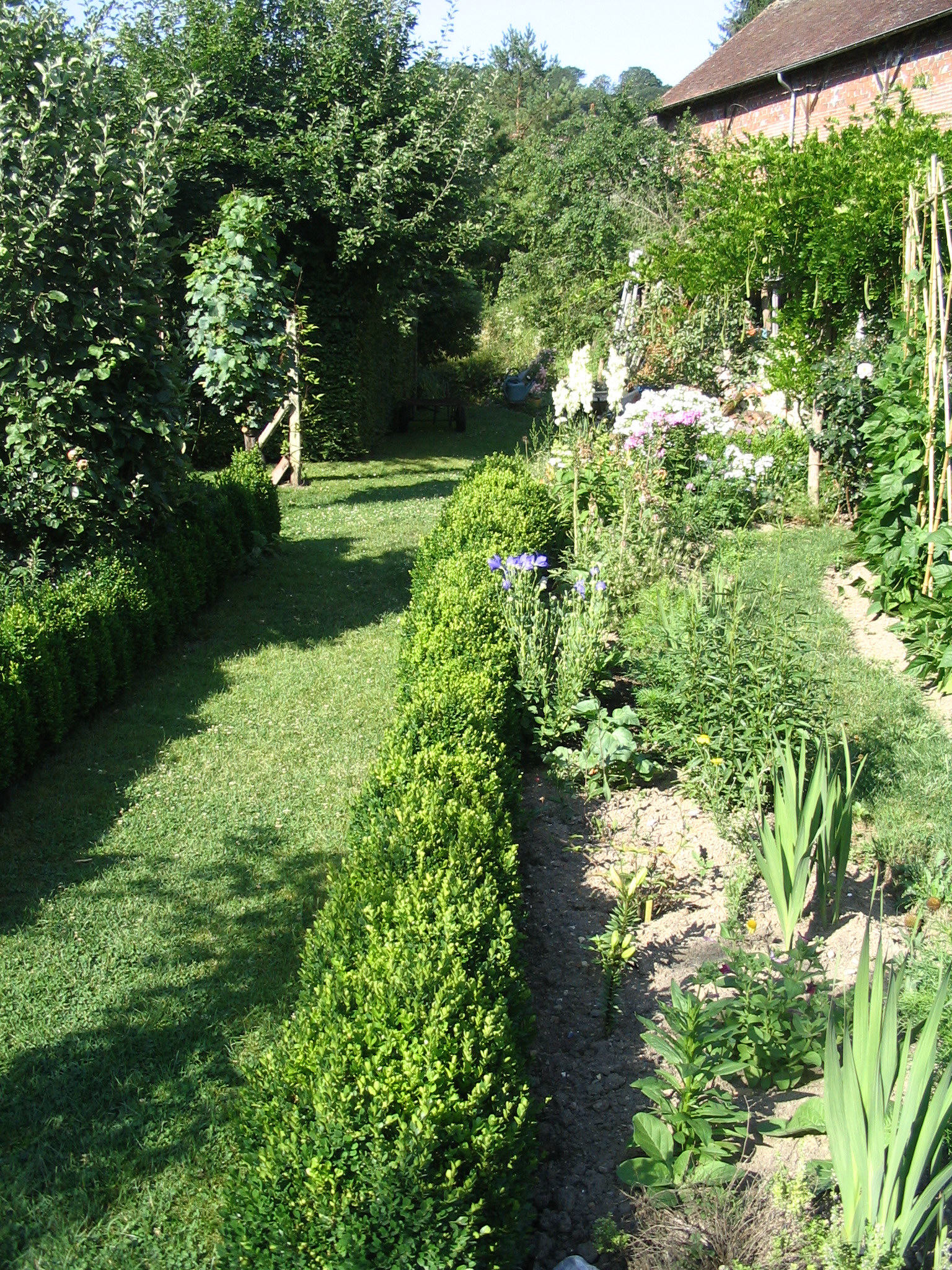
Jardin de curé.
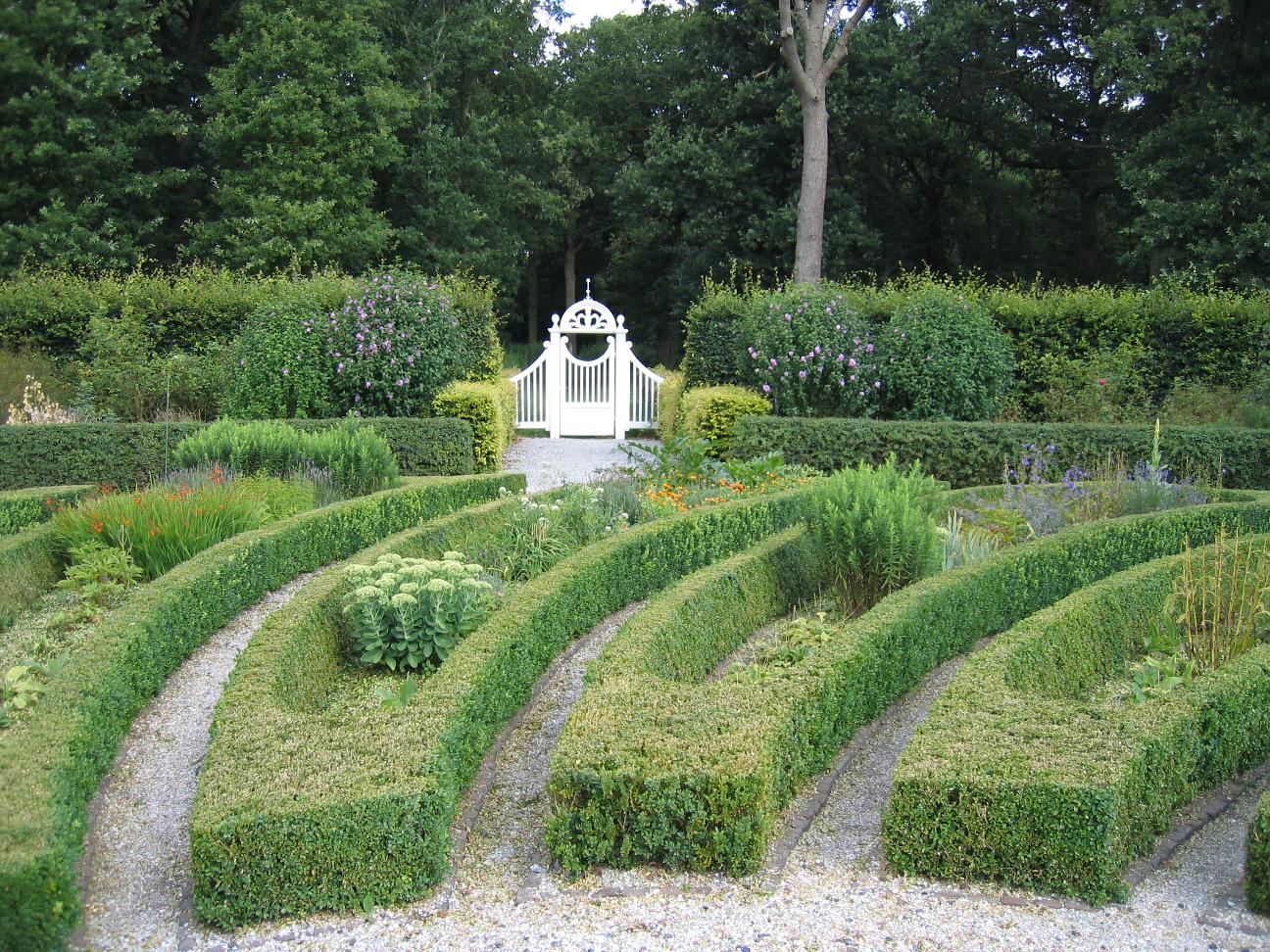
Jardin d'agrément d'une maison de maître aux Pays-Bas.
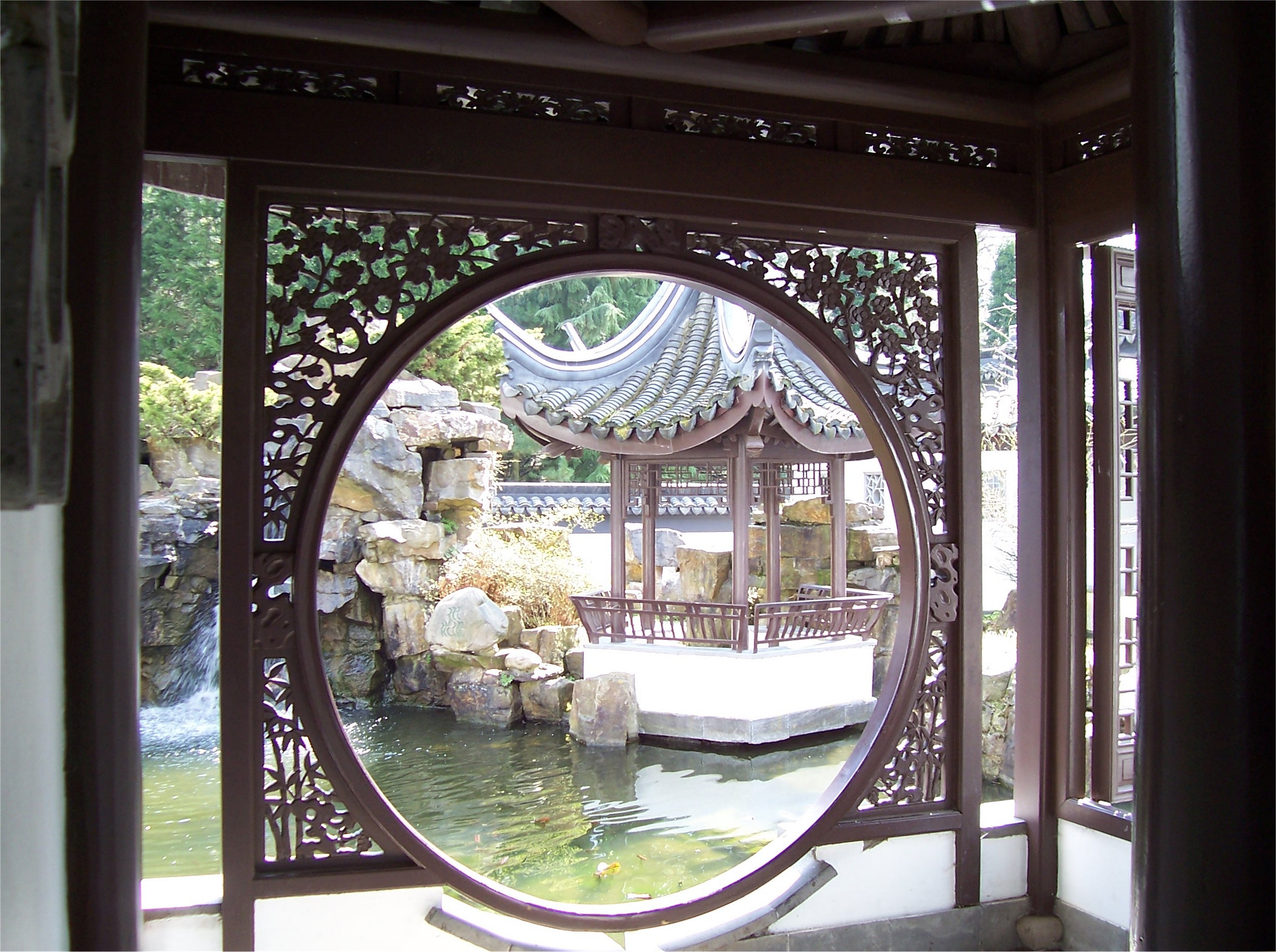
Jardin chinois.
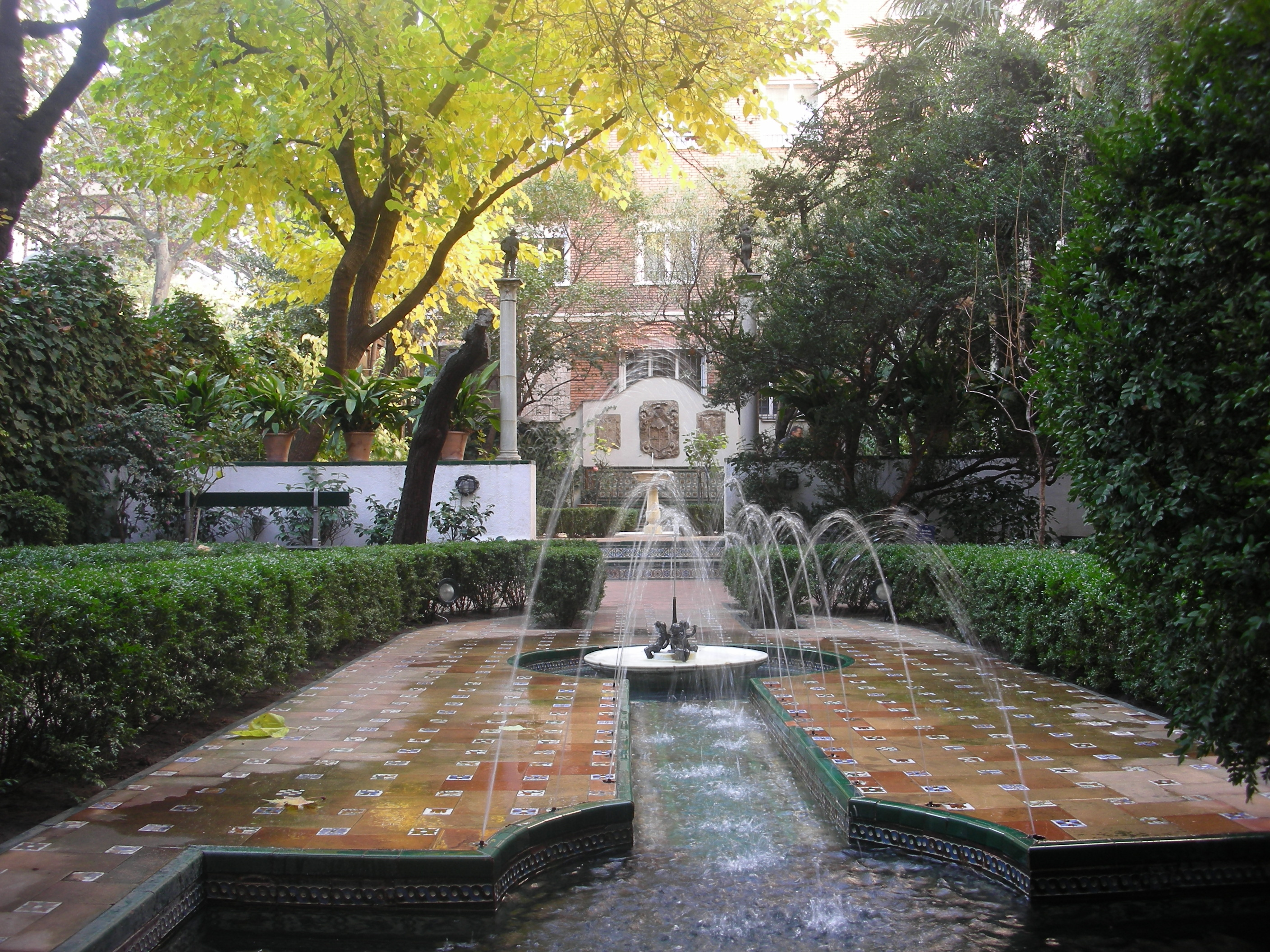
Jardin espagnol.
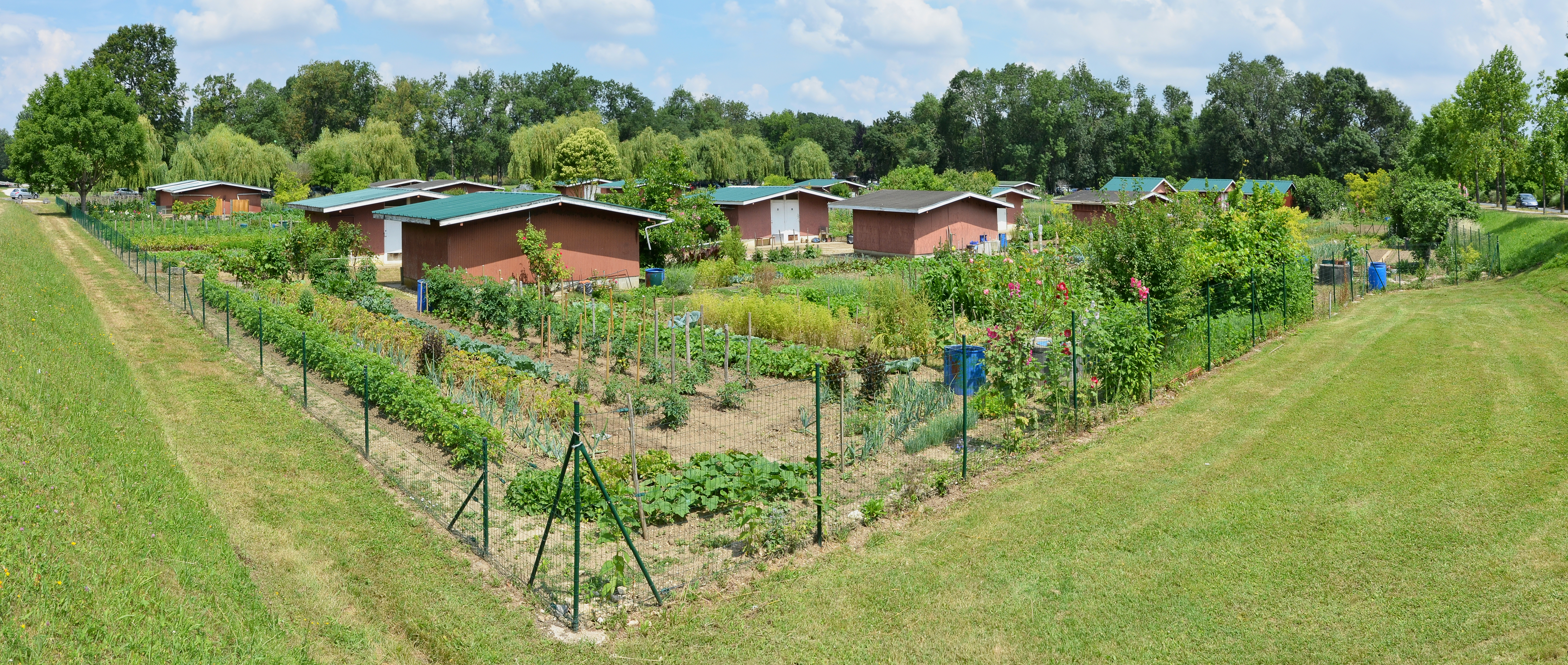
Jardins communautaires à Angoulême, France.
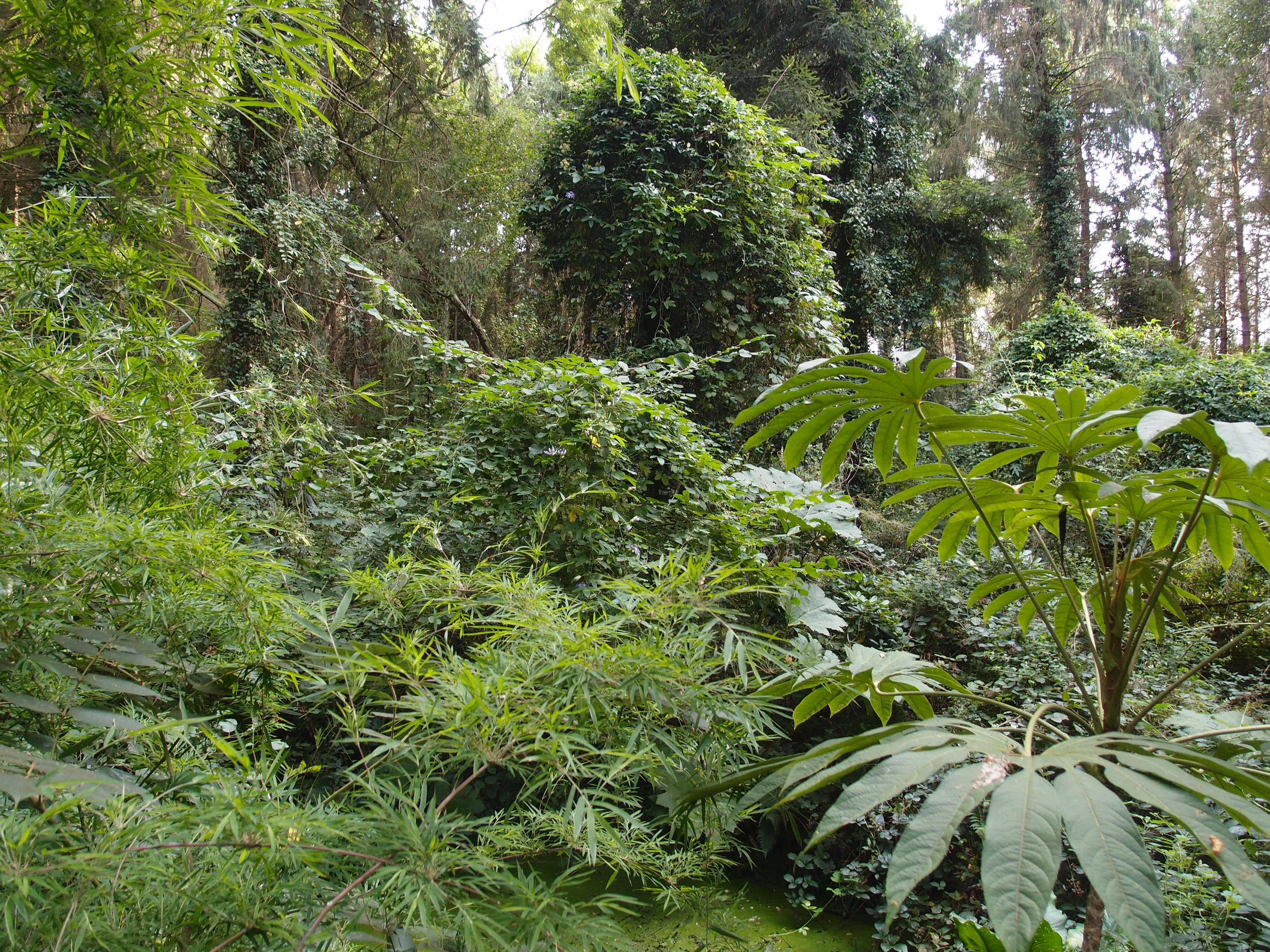
Foisonnement végétal du jardin jungle en Normandie

## Les jardins en France

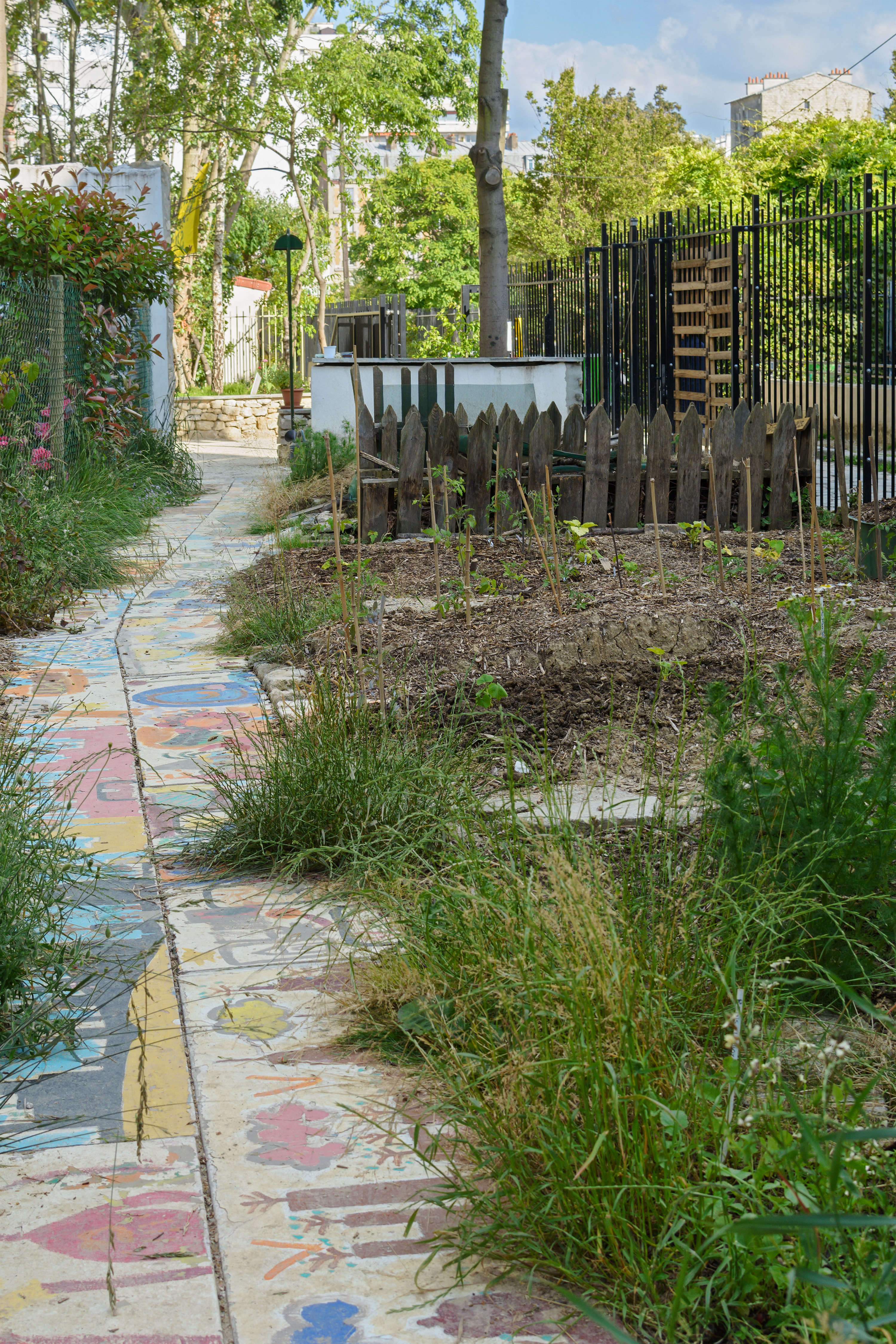
Le jardin partagé de la rue des Thermopyles dans le 14earrondissement de Paris.

Selon Noé-Conservation, les jardins français couvrent plus d’un million d’hectares ; c'est 4 fois la superficie totale de toutes les réserves naturelles, ce pourquoi cette ONG encourage à y protéger la biodiversité et en particulier les papillons (considérés comme bon indicateur de biodiversité), qui ont, par exemple, au Royaume-Uni décliné de 71 % en 20 ans. Ce taux étant proche de ceux constaté dans la plupart des pays industriels et agricoles d'Europe de l'Ouest.
Les jardins jouent par ailleurs un rôle notamment en ville, en formant des corridors écologiques. Pour que les jardins remplissent ce rôle d'habitats pour la faune, certaines pratiques peuvent être favorables comme la conservation d'une friche , l'aménagement de percées dans les clôtures pour permettre le passage des hérissons ou encore l'installation de nichoirs.
Des jardins écologiques et des jardins partagés apparaissent en Europe notamment depuis les années 1990, notamment dans les écoquartiers, mais pas uniquement.

### Protection à titre patrimonial de certains parcs et jardins

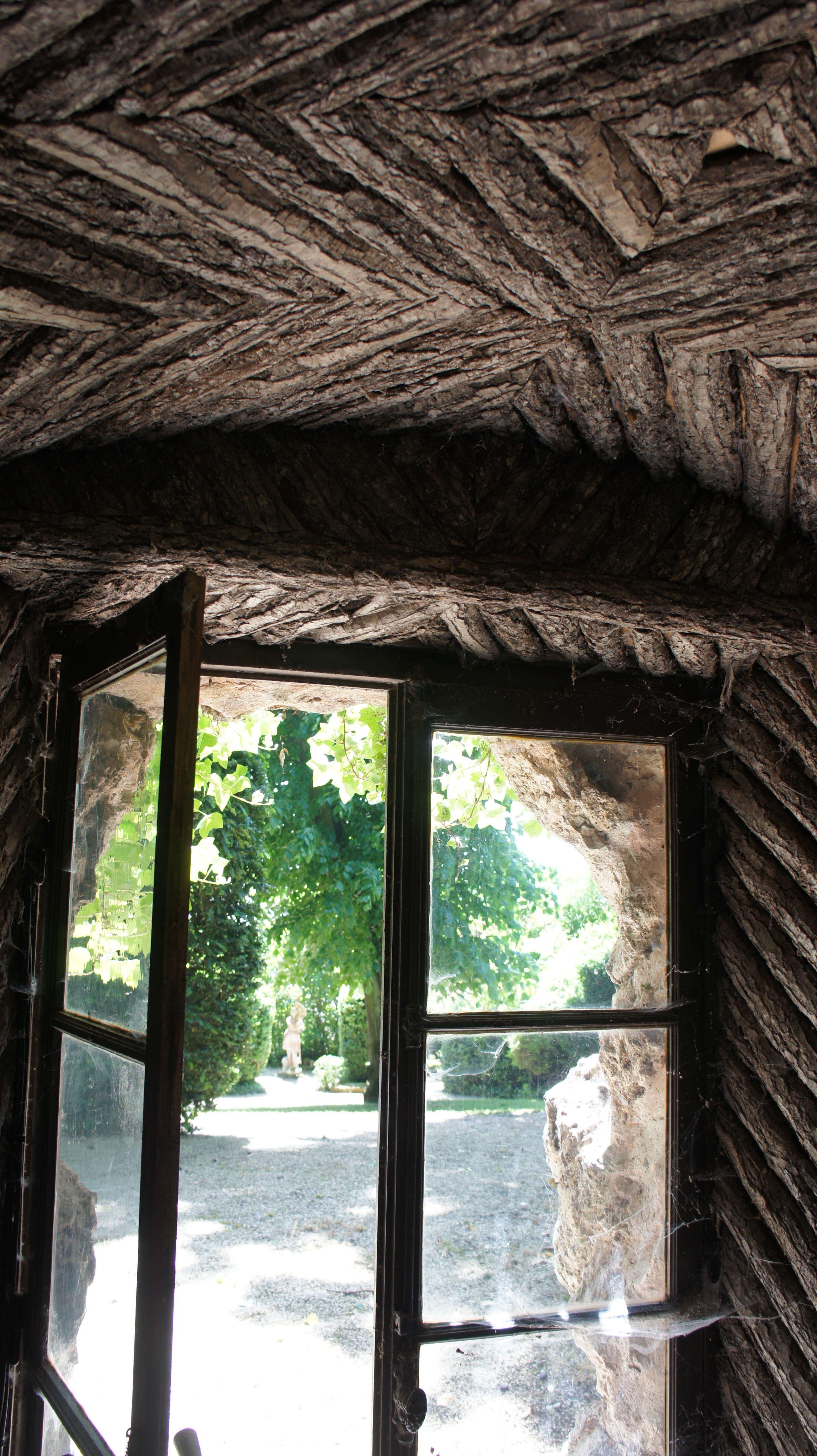
Grotte dans le parc du vicomte de Bona-Dona (époque style baroque), en région Champagne-Ardenne (France).

Fin 2007, 2 034 parcs et jardins étaient protégés (dont 579 classés et 1 455 inscrits) au titre de la loi du 31 décembre 1913 des monuments historiques. Les propriétaires (quoique les jardins puissent faire l’objet de propriétés multiples) sont surtout privés. La campagne « Visitez un jardin en France » a été l’occasion de découvrir des jardins privés ou publics, historiques ou contemporains, parcs floraux ou botaniques. Le souci d’une meilleure connaissance des jardins et celui de leur caractère historique se sont révélés beaucoup plus tard que celui des éléments plus « classiques » du patrimoine : monuments, objets d’art. Le terme de jardin n’apparaît pratiquement pas dans les arrêtés de protection du XIXe siècle et très peu avant 1920. C’est même plus généralement des années 1930 que datent beaucoup d’arrêtés de protection de parcs ou de jardins. Ils sont alors identifiés, nommés, mais rarement décrits.
En complément de la protection au titre des "Monuments Historiques", le Ministère de la Culture et de la Communication a créé en 2004, sur la proposition du Comité national des Parcs et Jardins un label "Jardin remarquable" dont l’objet est de distinguer des jardins et des parcs, publics ou privés, présentant un intérêt culturel, esthétique, historique ou encore botanique. Ces jardins et parcs doivent être ouverts au public au moins 40 jours par an. Ce label, gage de qualité, est attribué pour 5 ans. En 2017, 407 parcs et jardins revendiquent ce label, en France et dans les DOM.
Chaque premier week-end de juin depuis 2003, le Ministère français de la Culture et de la Communication organise un événement à l'échelle nationale : Rendez-vous aux jardins, durant lequel de nombreux jardins sont ouverts au public.

## Le jardin dans la culture
Les jardins constituent un produit des cultures humaines puisqu'ils forment un type d'aménagement de la nature. Mais ils ont à leur tour été revêtus de valeurs symboliques, que ce soit dans les religions ou dans les arts.

### Mythologies et religions
Le mot « paradis » a, dans certaines de ses acceptions antiques, le sens de « jardin ». Plusieurs religions imaginent un lieu de vie éternelle après la mort réservé aux âmes bienheureuses et qui prend la forme d'un jardin agréable : c'est la notion religieuse de paradis. La mythologie gréco-romaine connaît des lieux de ce type, principalement les Champs Élysées. Dans le christianisme, le jardin d'Eden est l'habitat initial des premiers humains avant le Péché originel à l'issue duquel Dieu les chasse et les rend sujets aux peines, aux maladies et à la mort. Dans l'islam, le paradis est souvent appelé en arabe Jannah, « jardin ».
En dehors de ces lieux relevant de l'au-delà, d'autres lieux mythologiques ou légendaires prennent la forme de jardins. Les jardins suspendus de Babylone, qui font partie des Sept Merveilles du monde selon les écrivains de l'Antiquité, relèvent autant voire davantage de la légende que de la réalité historique.

### Littérature

#### Jardins et amour
Dans la littérature classique puis européenne, le jardin est un lieu volontiers lié à l'amour, en tant que lieu abritant, protégeant ou enfermant l'objet de l'amour, mais aussi en tant que lieu de séduction et de bonheur. La poésie grecque antique, puis la poésie romaine antique, décrivent la région grecque de l'Arcadie comme une région idéale faite de collines paisibles où des bergers poètes évoluent dans une nature idéalisée et pacifiée en chantant l'amour de leurs belles. La littérature du Moyen Âge et de la Renaissance apprécie le thème du jardin symbolique. Dans la littérature française, il est illustré au XIIIe siècle par le Roman de la Rose, dont la première partie, composée par Guillaume de Lorris, montre un jeune homme qui tente en vain d'entrer dans un jardin où une rose symbolise l'amour et la virginité de la dame aimée. La littérature française du XVe siècle connaît un autre ouvrage important situé dans un jardin symbolique : le Songe de Poliphile (en latin Hypnerotomachia Poliphili) qui décrit l'aventure initiatique d'un jeune homme amoureux pour séduire la femme qu'il aime.
En 1869, le poète français Paul Verlaine, s'inspirant à la fois de la mythologie gréco-romaine et de la peinture de paysages de jardins, compose son recueil Fêtes galantes qui met en scène les promenades amoureuses et les jeux de séduction de jeunes gens dans un vaste parc.
L'écrivain américain John Steinbeck publie en 1938, dans son recueil de nouvelles La Grande Vallée, une nouvelle intitulée Les Chrysanthèmes, qui évoque l'amour d'une femme passionnée de jardinage pour un homme qui semble s'intéresser à ces fleurs.

#### Ouvrages savants et poésie didactique
En 1782, l'abbé français Jacques Delille consacre un ouvrage savant aux jardins sous la forme d'une épopée en huit chants, Les Jardins ou l'art d'embellir les paysages.

#### Jardins et enfance
Au XIXe siècle, la littérature britannique aime peupler de fées et d'êtres surnaturels les jardins aussi bien que la nature sauvage. L'écrivain J. M. Barrie invente le personnage de Peter Pan, le garçon facétieux et éternellement jeune, et il intitule le premier livre qu'il lui consacre Peter Pan dans les jardins de Kensington, les Kensington Gardens qui sont un des parcs royaux de Londres, près du palais de Kensington.
En 1911, l'écrivaine britannique Frances Hodgson Burnett publie le roman Le Jardin secret qui s'inspire des résidences aisées de son époque pour imaginer l'aventure de deux enfants fascinés par un jardin laissé à l'abandon près de leur maison.
Plusieurs romans de l'écrivain français Henri Bosco (au XXe siècle), comme L'Âne Culotte ou Le Jardin d'Hyacinthe, mettent en avant des jardins retirés où des personnages d'enfants se promènent et s'adonnent à des rêveries.

### Peinture
La peinture médiévale ou de la Renaissance connaît de nombreuses scènes symboliques situées dans des jardins. Le peintre flamand Jérôme Bosch peint ainsi, à la fin du XVe siècle, une représentation du Paradis terrestre intitulée Le Jardin des délices.
De nombreux peintres cherchent des modèles de paysages dans des jardins. Dans les années 1910-1920, le peintre impressionniste français Claude Monet peint de nombreuses toiles prenant pour modèle des paysages du jardin de sa résidence à Giverny, dont la fameuse série de toiles Les Nymphéas.